# Kolonia Choszczewka
Kolonia Choszczewka – kolonia, część wsi położonaw Polsce,  w województwie mazowieckim, w powiecie mławskim, w gminie Dzierzgowo.
W latach 1975–1998 miejscowość administracyjnie należała do województwa ciechanowskiego.
Kolonia Choszczewka została wyodrębniona jako samodzielna miejscowość w 2001 roku. W tej wsi znajduje się 6 gospodarstw, w tym 5 gospodarstw rolnych. Przed 2001 rokiem domostwa te należały administracyjnie do pobliskiej wsi Zawady.